# 富田樹央
富田 樹央（とみた しげお、1982年9月15日 - ）は、日本の俳優、元子役。神奈川県出身。

## 来歴・人物
- 血液型はO型[1]。
- 子役時代はセントラル子供タレントに所属していた[1]。
- 1993年に放映された特撮番組『特捜ロボ ジャンパーソン』では準レギュラー級の役で出演を果たし、1994年に放映された連続テレビドラマ『お金がない!』では、織田裕二扮する主人公である萩原健太郎の弟・祐介役を熱演。
- 2002年に放映された連続テレビドラマ『ごくせん』第1シリーズでも仲間由紀恵扮するヤンクミの受け持つ3年D組の生徒の1人として出演していた。

## 出演作品

### テレビドラマ
出典：
- 世にも奇妙な物語「見たら最期」（1992年8月6日、CX）
- 特捜ロボ ジャンパーソン（1993年1月31日 - 1994年1月23日、ANB） - 三枝周平 役
- 忍者戦隊カクレンジャー 第9話（1994年4月15日、ANB） - 利夫 役
- お金がない!（1994年7月6日 - 9月21日、CX） - 萩原祐介 役
- 証明（1994年11月14日、TBS）
- カミさんの悪口2 第5話（1995年2月5日、TBS）
- 我慢できない!（1995年1月9日 - 2月27日、KTV）
- 宝引の辰捕者帳（1995年3月31日 - 8月18日、NHK） - 林森 役
- 重甲ビーファイター 第39話（1995年11月12日、ANB） - 高田倫太郎 役
- 料理人豪太が行く'96（1996年1月2日、KTV）
- 毛利元就（1997年1月5日 - 12月14日、NHK） - 徳寿丸（小早川隆景の幼少期） 役
- はみだし刑事情熱系 第3シリーズ 第8話（1998年11月25日、ANB） - 大友拓也 役
- ごくせん 第1シリーズ（2002年4月17日 - 7月3日、NTV） - 近松樹央 役
- ごくせんスペシャル「さよなら3年D組…ヤンクミ涙の卒業式」（2003年3月26日、NTV） - 近松樹央 役

### 映画
- 劇場版 五星戦隊ダイレンジャー（1993年4月17日公開） - 陽一の友達 役

### CM
- 霊友会[1]